# Parafia Chrystusa Dobrego Pasterza w Tarnowie
Parafia Chrystusa Dobrego Pasterza w Tarnowie – parafia rzymskokatolicka z siedzibą w Tarnowie, znajdująca się w diecezji tarnowskiej w dekanacie Tarnów Północ.
W latach 1992-2025 proboszczem parafii był ks. Jan Ptak. Od sierpnia 2025 proboszczem parafii jest ks. Rafał Poręba

## Organy
Przez wiele lat posługiwano się w kościele parafialnym instrumentem elektronicznym. W 2014 rozpoczęto budowę 27-głosowych organów piszczałkowych. Do realizacji projektu wybrano firmę Andrzeja Ragana. W 2017, z okazji 25-lecia istnienia parafii, ufundowany przez wiernych instrument został pobłogosławiony podczas mszy jubileuszowej przez bpa Andrzeja Jeża.